# Żytkiejmy (stacja kolejowa)
Żytkiejmy – zlikwidowana stacja kolejowa w Żytkiejmach, w gminie Dubeninki, w powiecie gołdapskim w województwie warmińsko-mazurskim, w Polsce. Położona na budowanej w kilku etapach linii kolejowej z Gąbina (niem. Gumbinnen, obecnie ros. Гусев, Gusiew) przez Tolminkiejmy (niem. Tollmingkehmen, obecnie ros. Чистые Пруды, Czistyje Prudy) do Gołdapi. Linia została doprowadzona do Żytkiejm i otwarta w 15.08.1908 roku. W związku z planami rozbudowy linii, w 1912 roku przebudowano układ torowy. I wojna światowa wstrzymała rozbudowę linii, natomiast od stacji Żytkiejmy wybudowano w 1914 roku polową, wojskową linię wąskotorową (Feldbahn), którą doprowadzono do lasu koło Smolnicy. 
Na stacji był budynek dworcowy, służbowy budynek mieszkalny, lokomotywownia dwustanowiskowa, wieża wodna, zasiek węglowy, obrotnica, rampa ładunkowa i in. W 2025 roku istnieje tylko służbowy budynek mieszkalny, w którym znajdują się mieszkania komunalne. Widniejąca na nim niemiecka nazwa stacji sugeruje, że to budynek dworcowy, co nie jest prawdą.
Po I wojnie światowej budowę linii prowadzono od Botkun, otwierając sukcesywnie kolejne odcinki, by wreszcie w 1927 roku doprowadzić ją do Żytkiejm.
Linia ta została rozebrana wkrótce po zajęciu tych terenów przez Armię Czerwoną w 1944 roku. Cała infrastruktura została wywieziona do Związku Radzieckiego. 

## Galeria

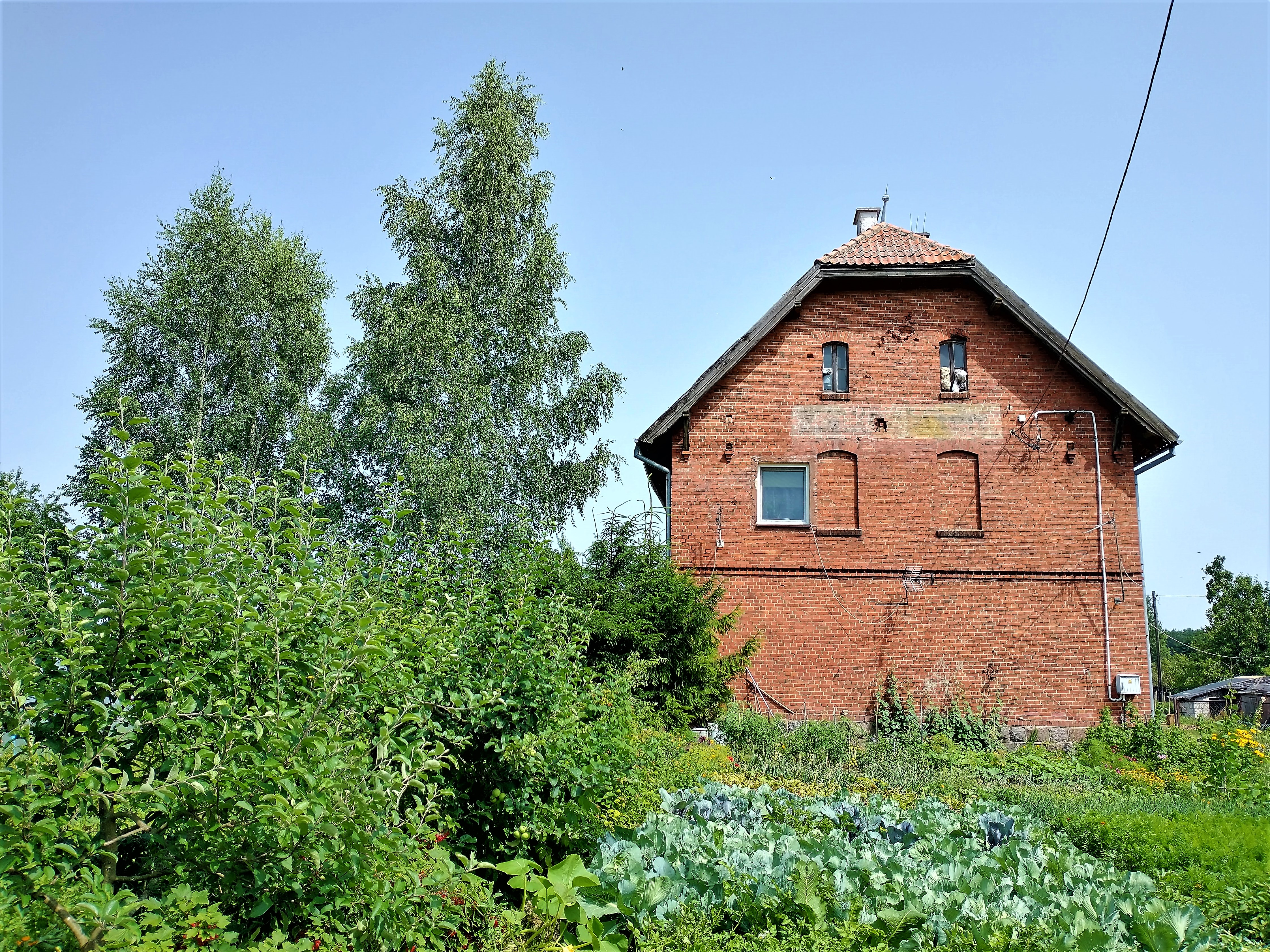
Nazwa niemieckojęzyczna
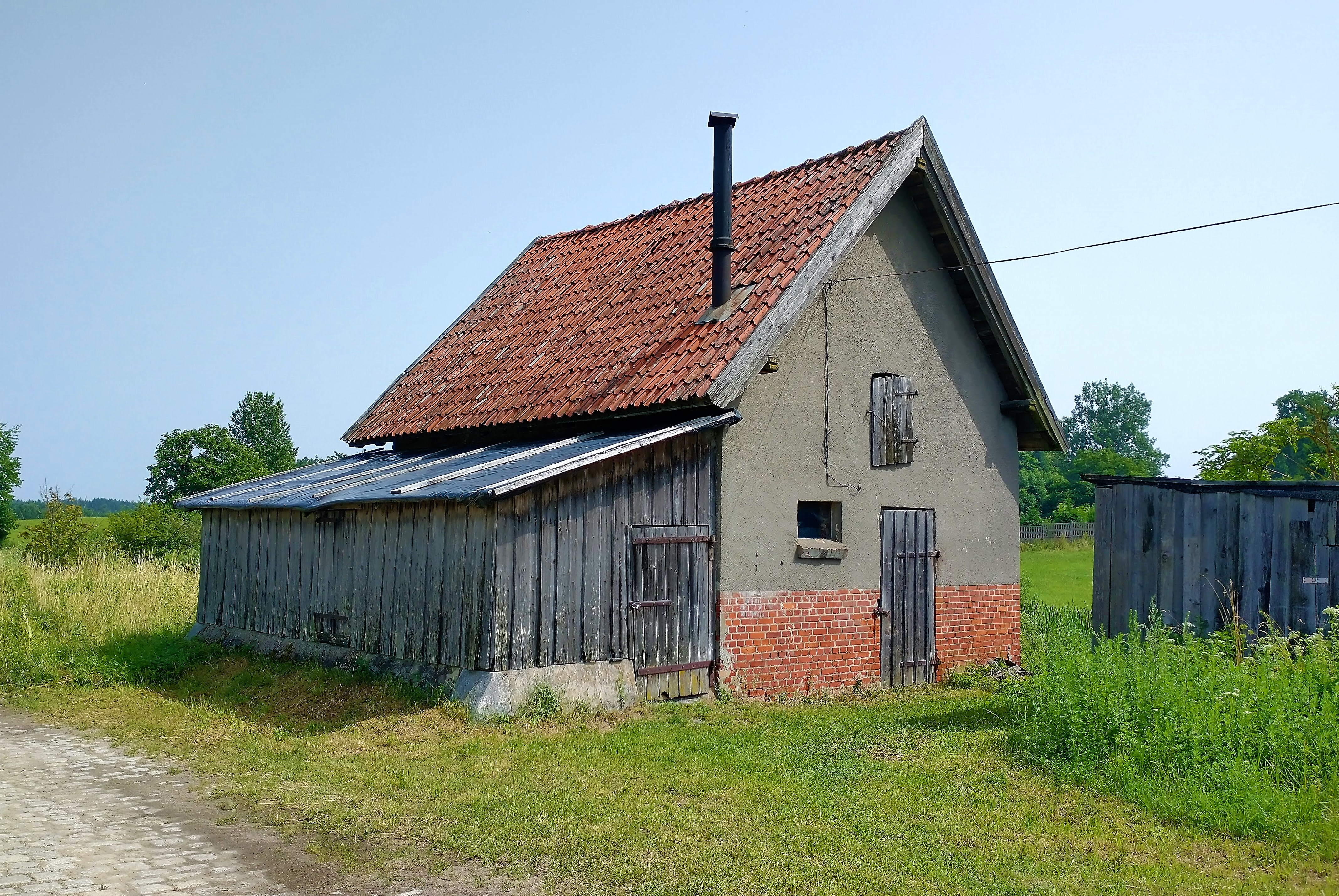
Dawna toaleta
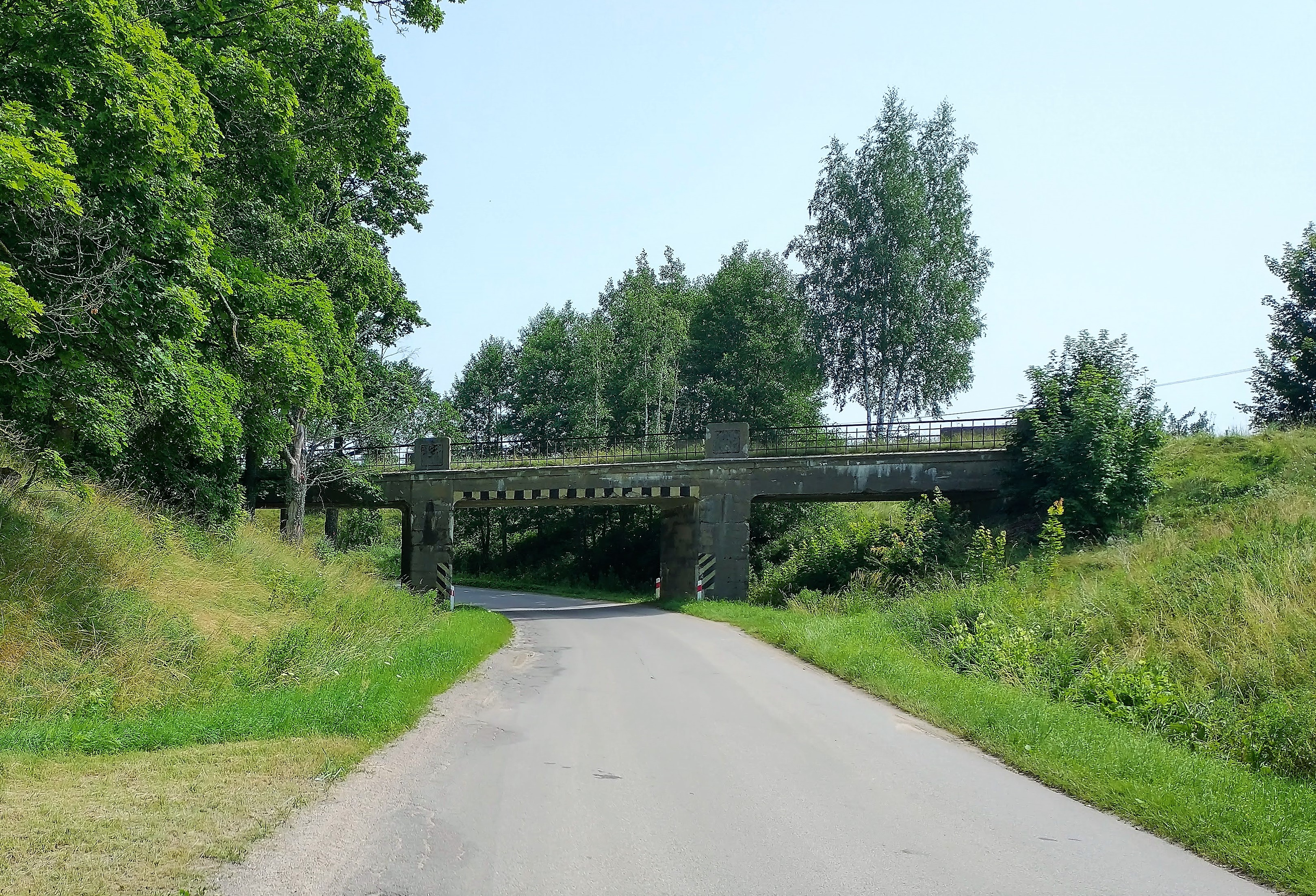
Wiadukt nad drogą wojewódzką nr 651